# Red Pike (Wasdale)
Der Red Pike ist ein Berg im Lake District, Cumbria, England. Der Red Pike erhebt sich 826 m hoch nördlich des Nordendes von Wast Water und darf nicht mit dem noch weiter nördlich gelegenen Red Pike am Buttermere See verwechselt werden.
Der Gipfel des Red Pike ist schmal und langgestreckt. Nach Osten hin fällt der Berg steil über zahlreiche Felsvorsprünge zum Mosedale Tal ab. Der Gipfel findet im Norden Anschluss an einen Gebirgskamm, der sich nach Westen über das direkt benachbarte Scoat Fell zum Haycock fortsetzt und auf dem man nach Osten den Gipfel des Pillar erreicht. Nach Süden fällt der Gipfel über den Yewbarrow zum Wast Water ab.
Aufstiegsmöglichkeiten auf den Red Pike bieten sich vom über die Straße zu erreichenden Wast Water entweder über den Yewbarrow oder entlang des Over Beck an. Auch entlang des Nether Beck und des Scoat Tarn ist der Gipfel von dort aus direkt zu erreichen.
Der Mosedale Beck und der Black Beck entstehen an der Ostflanke des Red Pike.